# إبراهيم حصاري
إبراهيم‌ حصاري هي قرية في مقاطعة مياندوآب، إيران. يقدر عدد سكانها بـ 618 نسمة بحسب إحصاء 2016.